# Beambtencasino Treebeek
Het voormalige Beambtencasino is een bouwwerk aan Uranusstraat 17 in de wijk Treebeek van Brunssum.
Dit gebouw werd in 1920, naar ontwerp van het Bouwbureau van de Staatsmijnen,  gebouwd als verenigingsgebouw voor de beambten van de Staatsmijn Emma. Er bevond zich in het pand een theater, een melksalon en twee winkels. Het front van het langgerekte pand wordt gekenmerkt door een galerij van 1935 en door een reeks van vier topgeveltjes. In 1952 werd in het gebouw een kegelbaan aangelegd, welke in 1956 werd uitgebreid.
Na de mijnsluitingen kreeg het gebouw een andere functie. Zo werd het tussen 1975 en 1995 gebruikt door de AFCENT als club voor onderofficieren. Sinds 1999 is er in het pand een wellness centrum gevestigd.
Het gebouw is geklasseerd als Rijksmonument.